# Dangdeur (Bungursari)
Dangdeur is een bestuurslaag in het regentschap Purwakarta van de provincie West-Java, Indonesië. Dangdeur telt 1872 inwoners (volkstelling 2010).